# Takayo Akiyama
Pour les articles homonymes, voir Akiyama.
Takayo Akiyama est une illustratrice et auteur de bande dessinée japonaise vivant à Londres.

## Œuvres
- L’école buissonnière, éditions Cambourakis
- " Y-front Mouse", Misma éditions
- Siamese Twins, éditions Cambourakis
  1. Daisy et Violet, sœurs siamoises
  2. Daisy et Violet en enfer !